# Salmon River (Portland Canal)
Der Salmon River (englisch für „Lachs-Fluss“) ist ein etwa 31 Kilometer langer Zufluss des Portland Canals in der kanadischen Provinz British Columbia und im US-Bundesstaat Alaska.

## Verlauf
Der Salmon River bildet den Abfluss des in Kanada gelegenen Salmon-Gletschers. Gleich zu Beginn nimmt er das Schmelzwasser des weiter westlich in Alaska gelegenen Boundary-Gletschers auf. Er fließt in südlicher Richtung durch das Gebirge. Nach viereinhalb Kilometern überquert der Fluss die Grenze nach Alaska. Anschließend nimmt er den aus Kanada kommenden Cascade Creek von links auf. Der Texas Creek, wichtigster Nebenfluss, mündet 17 Kilometer oberhalb der Mündung rechtsseitig in den Salmon River. Im Osten trennt die Bear River Ridge das Einzugsgebiet des Salmon Rivers von dem des Bear Rivers. Der Thumb Creek trifft noch rechtsseitig auf den Salmon River, bevor dieser schließlich in das Kopfende des Portland Canals mündet. Am linken Flussufer liegt die Ortschaft Hyder.
Der Salmon River entwässert ein Areal von etwa 520 km². Der mittlere Abfluss oberhalb der Einmündung des Texas Creek, 18 Kilometer oberhalb der Mündung, beträgt 30,2 m³/s. Die höchsten monatlichen Abflüsse treten während der Eisschmelze der Gletscher in den Sommermonaten Juli und August auf.

## Name
Benannt wurde der Fluss im Jahr 1868 von Staff Commander David Pender von der Royal Navy.